# Девід Голь
Девідь Е. Голь (англ. David E. Hohl; нар. 25 березня 1966, Вінніпег, Манітоба) — канадський борець вільного стилю, триразовий бронзовий призер Панамериканських чемпіонатів, срібний та бронзовий призер Панамериканських ігор, чемпіон Ігор Співдружності, учасник двох Олімпійських ігор.

## Життєпис
Боротьбою почав займатися з 1980 року. У 1986 році став володарем Кубку світу серед молоді.
Виступав за борцівський клуб «Бізон» Вінніпег. Тренер — Річард Дешателе.

## Спортивні результати на міжнародних змаганнях

### Виступи на Олімпіадах
| Змагання                    | Збірна | Вагова категорія          | Місце |
| --------------------------- | ------ | ------------------------- | ----- |
| Літні Олімпійські ігри 1992 | Канада | вільна боротьба, до 82 кг | 9     |
| Літні Олімпійські ігри 1996 | Канада | вільна боротьба, до 74 кг | 9     |

### Виступи на Чемпіонатах світу
| Змагання                        | Збірна | Вагова категорія          | Місце |
| ------------------------------- | ------ | ------------------------- | ----- |
| Чемпіонат світу з боротьби 1994 | Канада | вільна боротьба, до 74 кг | 11    |
| Чемпіонат світу з боротьби 1995 | Канада | вільна боротьба, до 74 кг | 30    |

### Виступи на Панамериканських чемпіонатах
| Змагання                                   | Збірна | Вагова категорія          | Місце  |
| ------------------------------------------ | ------ | ------------------------- | ------ |
| Панамериканський чемпіонат з боротьби 1989 | Канада | вільна боротьба, до 82 кг | Бронза |
| Панамериканський чемпіонат з боротьби 1991 | Канада | вільна боротьба, до 82 кг | Бронза |
| Панамериканський чемпіонат з боротьби 1992 | Канада | вільна боротьба, до 82 кг | Бронза |

### Виступи на Панамериканських іграх
| Змагання                  | Збірна | Вагова категорія          | Місце  |
| ------------------------- | ------ | ------------------------- | ------ |
| Панамериканські ігри 1991 | Канада | вільна боротьба, до 82 кг | Бронза |
| Панамериканські ігри 1995 | Канада | вільна боротьба, до 74 кг | Срібло |

### Виступи на Іграх Співдружності
| Змагання                | Збірна | Вагова категорія          | Місце  |
| ----------------------- | ------ | ------------------------- | ------ |
| Ігри Співдружності 1994 | Канада | вільна боротьба, до 74 кг | Золото |

### Виступи на Кубках світу
| Змагання                    | Збірна | Вагова категорія          | Місце |
| --------------------------- | ------ | ------------------------- | ----- |
| Кубок світу з боротьби 1991 | Канада | вільна боротьба, до 82 кг | 6     |
| Кубок світу з боротьби 1993 | Канада | вільна боротьба, до 82 кг | 4     |

### Виступи на інших змаганнях
| Змагання                                                             | Збірна | Вагова категорія          | Місце  |
| -------------------------------------------------------------------- | ------ | ------------------------- | ------ |
| Панамериканський Олімпійський кваліфікаційний турнір з боротьби 1996 | Канада | вільна боротьба, до 74 кг | Бронза |

### Виступи на змаганнях молодших вікових груп
| Змагання                                      | Збірна | Вагова категорія          | Місце  |
| --------------------------------------------- | ------ | ------------------------- | ------ |
| Чемпіонат світу з боротьби серед юніорів 1984 | Канада | вільна боротьба, до 70 кг | 4      |
| Чемпіонат світу з боротьби серед молоді 1985  | Канада | вільна боротьба, до 74 кг | 6      |
| Кубок світу з боротьби серед молоді 1986      | Канада | вільна боротьба, до 74 кг | Золото |